# Peignot
Peignot es una tipografía de origen francés, con una importante influencia del movimiento Art decó y la escuela artística Bauhaus. Fue diseñada en el año de 1937 por Adolphe Jean-Marie Mouron, Cassandre. Es una tipografía decorativa, que en la década de los treinta fue muy popular y experimentó un resurgimiento a finales de los años setenta.
El rasgo particular de Peignot son las letras de caja baja o minúsculas que son una mezcla de letras mayúsculas reducidas en su altura y letras minúsculas.